# Paweł Szrot
Paweł Szrot (ur. 30 czerwca 1975 w Białymstoku) – polski prawnik, urzędnik państwowy i polityk, w latach 2015–2020 sekretarz stanu w Kancelarii Prezesa Rady Ministrów, a w latach 2016–2020 zastępca szefa KPRM, w latach 2020–2023 sekretarz stanu w Kancelarii Prezydenta RP, w latach 2021–2023 szef Gabinetu Prezydenta RP, poseł na Sejm X kadencji.

## Życiorys
Z wykształcenia prawnik, absolwent Wydziału Prawa i Administracji Uniwersytetu Warszawskiego.
Początkowo pracował w biurze poselskim Krzysztofa Jurgiela. Gdy ten w 2005 został ministrem rolnictwa, Paweł Szrot objął funkcję jego asystenta politycznego. W latach 2006–2007 był dyrektorem sekretariatu Przemysława Gosiewskiego, ministra-członka Rady Ministrów i następnie wicepremiera. W listopadzie 2007 tymczasowo pełnił funkcję dyrektora generalnego Kancelarii Prezesa Rady Ministrów. Następnie w latach 2007–2015 zajmował stanowisko wicedyrektora Biura Klubu Parlamentarnego Prawo i Sprawiedliwość.
W 2015 był sekretarzem sztabu prezydenckiej kampanii wyborczej Andrzeja Dudy. W listopadzie 2015 został sekretarzem stanu w Kancelarii Prezesa Rady Ministrów, w latach 2016–2020 był zastępcą szefa KPRM. W październiku 2020 został powołany przez prezydenta Andrzeja Dudę na stanowisko sekretarza stanu w Kancelarii Prezydenta RP. W styczniu 2021 objął stanowisko szefa Gabinetu Prezydenta RP.
W wyborach parlamentarnych w 2023 kandydował z pierwszego miejsca listy Prawa i Sprawiedliwości w okręgu bydgoskim; uzyskał mandat posła X kadencji, otrzymując 20 214 głosów. W październiku tego samego roku został odwołany ze stanowisk szefa Gabinetu Prezydenta RP i sekretarza stanu w KPRP. W Sejmie został członkiem Komisji Odpowiedzialności Konstytucyjnej, Komisji Rolnictwa i Rozwoju Wsi oraz Komisji Sprawiedliwości i Praw Człowieka. Wstąpił również do PiS; w 2024 z ramienia tej partii startował bez powodzenia w wyborach do Parlamentu Europejskiego z okręgu kujawsko-pomorskiego.

## Odznaczenia
- Krzyż Kawalerski Orderu Odrodzenia Polski – 2023[13]